# Al-Qusayr
Al-Qusayr (in arabo القصير‎?) è una città del governatorato di Homs ed è situata a 35 km a sud del capoluogo Homs, in una zona montuosa a 15 km a sud-ovest del confine con il Libano. Nel 2013 è stata sede di una sanguinosa battaglia nel contesto della guerra civile siriana, che ha visto la netta affermazione delle forze leali a Bashar al-Assad e degli Hezbollah libanesi  sui contingenti ribelli.